# Domaine de Miyazu
Le domaine de Miyazu (宮津藩, Miyazu-han) est un domaine féodal japonais de l'époque d'Edo  situé dans la province de Tango, maintenant Miyazu, préfecture de Kyoto.

## Liste des daimyos
- Clan Kyōgoku, 1600-1666 (tozama daimyo ; 123 000 → 78 000 koku)

1. Takatomo
2. Takahiro
3. Takakuni

- Tenryō, 1666-1669

- Clan Nagai, 1669-1680 (fudai daimyo ; 73 000 koku)

1. Naoyuki
2. Naonaga

- Clan Abe, 1681-1697 (fudai daimyo ; 99 000 koku)

1. Masakuni

- Clan Okudaira, 1697-1717 (fudai daimyo ; 90 000 koku)

1. Masashige

- Clan Aoyama, 1717-1758 (fudai daimyo ; 48 000 koku')

1. Yoshihide
2. Yoshimichi

- Clan Matsudaira (Honjō) (fudai daimyo ; 70 000 koku)

1. Sukemasa
2. Suketada
3. Suketsugu
4. Munetada
5. Matsudaira Muneakira
6. Matsudaira Munehide
7. Munetake

## Source de la traduction
- (en) Cet article est partiellement ou en totalité issu de l’article de Wikipédia en anglais intitulé « Miyazu Domain » (voir la liste des auteurs).